# Bullainville
Bullainville é uma comuna francesa na região administrativa do Centro, no departamento Eure-et-Loir. Estende-se por uma área de 6,79 km². Em 2010 a comuna tinha 114 habitantes (densidade: 16,8 hab./km²).